# Communauté de communes du Haut Allier
La communauté de communes du Haut Allier est une communauté de communes française, située dans le département de la Lozère et la région Occitanie.

## Historique
Elle est créée le 1er janvier 2007.
Le 1er janvier 2016, les communes de Fontanes et Naussac fusionnent pour constituer Naussac-Fontanes.
Le schéma départemental de coopération intercommunale, arrêté par le préfet de la Lozère le 29 mars 2016, prévoit l'incorporation à la communauté de communes du Haut Allier des communes de Chambon-le-Château, Laval-Atger, Saint-Bonnet-de-Montauroux et Saint-Symphorien à partir du 1er janvier 2017.
Le 1er janvier 2017, les communes de Chambon-le-Château, Laval-Atger, Saint-Bonnet-de-Montauroux et Saint-Symphorien rejoignent la communauté de communes. À cette même date, Laval-Atger et Saint-Bonnet-de-Montauroux fusionnent pour constituer Saint Bonnet-Laval.
Le 1er janvier 2019, Chambon-le-Château et Saint-Symphorien fusionnent pour constituer Bel-Air-Val-d'Ance.

## Territoire communautaire

### Géographie
Elle est située à l'est de la Margeride, le long des Gorges de l'Allier.

### Composition
La communauté de communes est composée des 10 communes suivantes :

| Nom                     | Code Insee | Gentilé         | Superficie (km2) | Population (dernière pop. légale) | Densité (hab./km2) |
| ----------------------- | ---------- | --------------- | ---------------- | --------------------------------- | ------------------ |
| Langogne (siège)        | 48080      | Langonais       | 31,41            | 2 860 (2022)                      | 91                 |
| Auroux                  | 48010      | Aurousiens      | 35,09            | 365 (2022)                        | 10                 |
| Bel-Air-Val-d'Ance      | 48038      |                 | 41,4             | 540 (2022)                        | 13                 |
| Chastanier              | 48041      | Chastaniérois   | 10,41            | 78 (2022)                         | 7,5                |
| Cheylard-l'Évêque       | 48048      | Cheylardiens    | 29,64            | 64 (2022)                         | 2,2                |
| Luc                     | 48086      | Lucais          | 46,1             | 207 (2022)                        | 4,5                |
| Naussac-Fontanes        | 48105      |                 | 24,76            | 368 (2022)                        | 15                 |
| Rocles                  | 48129      | Roclais         | 19,84            | 242 (2022)                        | 12                 |
| Saint Bonnet-Laval      | 48139      |                 | 32               | 258 (2022)                        | 8,1                |
| Saint-Flour-de-Mercoire | 48150      | Saint-Flouriens | 12,17            | 185 (2022)                        | 15                 |

### Démographie
| 1968  | 1975  | 1982  | 1990  | 1999  | 2010  | 2015  | 2021  |
| ----- | ----- | ----- | ----- | ----- | ----- | ----- | ----- |
| 7 444 | 6 621 | 6 147 | 5 647 | 5 279 | 5 370 | 5 217 | 5 173 |

## Administration

### Siège
Le siège de la communauté de communes est situé à Langogne.

### Les élus
À la suite du renouvellement des conseils municipaux, en mars 2020, le conseil communautaire de la communauté de communes du Haut-Allier se compose de 29 membres représentant chacune des communes membres et élus pour une durée de six ans.
Ils sont répartis comme suit :
| Nombre de délégués | Communes                                                  |
| ------------------ | --------------------------------------------------------- |
| 13                 | Langogne                                                  |
| 3                  | Bel-Air-Val-d'Ance                                        |
| 2                  | Auroux, Luc, Naussac-Fontanes, Rocles, Saint Bonnet-Laval |
| 1                  | Chastanier, Cheylard-l'Évêque, Saint-Flour-de-Mercoire    |

### Présidence
| Période                                  | Période      | Identité          | Étiquette | Qualité                          |
| ---------------------------------------- | ------------ | ----------------- | --------- | -------------------------------- |
| 2017                                     | juillet 2020 | Gérard Souchon    | PS        | Conseiller municipal de Langogne |
| juillet 2020                             | En cours     | Francis Chabalier | DVG       | Conseiller municipal de Langogne |
| Les données manquantes sont à compléter. |              |                   |           |                                  |

### Régime fiscal et budget
Le régime fiscal de la communauté de communes est la fiscalité professionnelle unique (FPU).